# Collectif contre l'islamophobie en Europe
Pour les articles homonymes, voir CCIE.
Le Collectif contre l’islamophobie en Europe (CCIE) est une association de défense des droits humains et de lutte contre les discriminations, les actes de violence et les incitations à la haine, visant les personnes et institutions du fait de leur appartenance réelle ou supposée à l’islam.
Fondée en Belgique le 1er novembre 2020, cette association sans but lucratif (ASBL) vise à apporter un accompagnement juridique aux victimes d’islamophobie, à sensibiliser au racisme antimusulman et à recenser les actes islamophobes à l’échelle européenne. L’association est membre du Réseau européen contre le racisme (ENAR).

## Histoire
Le CCIE est l’héritier du Collectif contre l’islamophobie en France (CCIF), dont la dissolution est prononcée en Conseil des ministres français le 2 décembre 2020. Le CCIF est l’une des cinq associations ciblées en 2020 par les Cellules départementales de lutte contre l’islamisme et le repli communautaire (CLIR), créées par la circulaire du 27 novembre 2019 dans le cadre de la lutte contre le séparatisme. Toutefois, le CCIF avait déjà prononcé la dissolution volontaire du collectif le 29 octobre 2020. Le 27 novembre, le collectif annonce ainsi sur son site internet s’être autodissout et avoir cédé ses actifs et sa propriété intellectuelle à d’autres associations, dont le CCIE. Le Conseil des ministres prononce alors la dissolution du CCIF le 2 décembre 2020 en tant que « groupement de fait ».

## Actions du CCIE

### Accompagnement juridique et recensement
Le CCIE offre un accompagnement juridique aux personnes victimes d’islamophobie. Le CCIE recense également les actes islamophobes à travers les signalements qui lui sont faits, notamment via la plateforme de signalement du site internet lancé le 15 mars 2021[source insuffisante].

### Veille contre les propos islamophobes
Le 24 avril 2022, le CCIE a déposé plainte contre les journalistes Vincent Hervouët (Europe 1) et Pascal Praud (CNews) pour « diffamation raciale » et « incitation à la haine ». Le journaliste Vincent Hervoüet avait ainsi affirmé que les agriculteurs allaient devoir faire face à des vols de moutons du fait de l’arrivée imminente du mois de Ramadan.
À la suite des propos de Jean-Claude Dassier tenus sur CNews le 27 décembre 2022, le CCIE a également déposé plainte pour « injure publique » et « provocation à la discrimination, à la haine ou à la violence ». Le chroniqueur avait déclaré : « Les musulmans, ils s’en foutent de la République, ils ne savent même pas ce que le mot veut dire ».

### Mobilisation contre les effets de la loi dite «contre le séparatisme»
Le CCIE s’est mobilisé contre les effets de la loi confortant le respect des principes de la République, dite « loi contre le séparatisme », promulguée le 24 août 2021.
Le 24 juillet 2022, le CCIE a apporté son soutien à l’imam Mehdi Bouzid de la mosquée de Gennevilliers, ciblé par le ministre de l’Intérieur Gérald Darmanin pour des propos tenus lors d’un prêche jugé « très vindicatif, comportant notamment des propos contraires à l’égalité homme/femme ».
En juillet 2022, le CCIE a également dénoncé l’arrêté d’expulsion de l’imam Hassan Iquioussen, affirmant que « ce qui est recherché par cet arrêté, c’est l’humiliation de M. Iquioussen, de sa famille et de manière générale les personnes de confession musulmane qui s’interrogent de plus en plus sur leur liberté religieuse en France. »
Le CCIE s’est également positionné en défense des lycéens et lycéennes accusés de porter des tenues islamiques dans les établissements scolaires (abayas, jupes longues, qamis, etc.) à partir de l’été 2022.

### Sensibilisation à la problématique de la montée de l’extrême-droite
Le 21 septembre 2022, lors de la Journée européenne d’action contre l’islamophobie, le CCIE a organisé une conférence internationale pour interpeller la commission européenne quant à l’islamophobie et au terrorisme d’extrême droite. Selon le CCIE, « l'Europe assiste à une montée inquiétante de l’extrême droite qui se manifeste non seulement par des résultats de sondages nationaux de plus en plus élevés, mais aussi par la résurgence de groupes armés et violents à travers le continent ».

## Rapports du CCIE
Le 25 janvier 2023, le CCIE a publié son premier rapport sur l’islamophobie en Europe en 2022 qui décrit la menace de l’extrême-droite à l’échelle européenne, liée à la montée des nationalismes. Le CCIE indique avoir reçu 787 sollicitations en 2022, comprenant 527 faits islamophobes, dont 467 faits de discrimination, 128 de provocation et d'incitation à la haine, 71 cas d'injures, 59 de harcèlement moral, 44 de diffamation, 27 de violence physique et 33 liés à la lutte contre la radicalisation et le séparatisme[source insuffisante].

## Controverses en Belgique
En février 2021, Denis Ducarme, député belge, membre du parti de droite Mouvement réformateur, a déclaré au sujet de la création du CCIE à Bruxelles que « notre pays ne peut redevenir une zone de repli pour les islamistes » et a appelé le ministre de la Justice, Vincent Van Quickenborne, et la ministre de l’Intérieur, Annelis Verlinden, à considérer la dissolution de l’association. Le député belge Denis Ducarme a plus tard porté plainte contre le CCIE pour avoir utilisé son image dans un tweet le 16 juillet 2021 afin d’illustrer un article sur l'affaire Ihsane Haouach. Le 17 février 2021, le ministre de la Justice Vincent Van Quickenborne a annoncé que la Sûreté de l'État suivait avec attention la création en Belgique du CCIE.
Le 6 juillet 2021, face au parlement fédéral belge, le journaliste Mohamed Sifaoui a condamné la création du CCIE en Belgique et a soutenu une proposition de loi du Mouvement réformateur visant à durcir la répression d’associations incitant à la haine et à permettre leur dissolution. L’invitation de Mohamed Sifaoui au parlement fédéral belge par Denis Ducarme a provoqué un tollé au sein des partis socialiste et écologiste du fait de la réputation du journaliste.
En mai 2022, le CCIE est accusé de vouloir « peser sur les législatives » en France depuis la Belgique, à travers un formulaire téléchargeable sur le site afin « d’interpeller les élus et les candidats » sur une « normalisation des discours stigmatisants » envers les musulmans.